# تركان خانم سلطان
تركان خانم سلطان (بالتركية العثمانية: ترکان خانم سلطان) (4 يوليو 1919 – 25 ديسمبر 1989) معروفة أيضًا بأسماء «تركان أنور» أو «تركان ماياتيپيك» هي أميرة عثمانية، أمها هي الأميرة العثمانية ناجية سلطان وأبوها هو القائد الشهير أنور پاشا. اسمها تركان وهي كلمة تركية معناها «الملكة» أو «الجميلة».